# Leirfjord
Leirfjord là một đô thị ở tỉnh Nordland phía đông Hà Lan. 
Nó là một phần của khu vực truyền thống Helgeland. Trung tâm hành chính của đô thị này là làng Leland.
Leirfjord đã được tách ra từ Sandnessjøen ngày 1 tháng 7 năm 1915. Cầu Helgeland lớn là một phần nằm ở đô thị này.
Đô thị này được đặt tên theo Leirfjorden. 